# Bandeira da Comunidade do Caribe
A bandeira da Comunidade do Caribe é um dos símbolos oficiais da referida comunidade.

## História

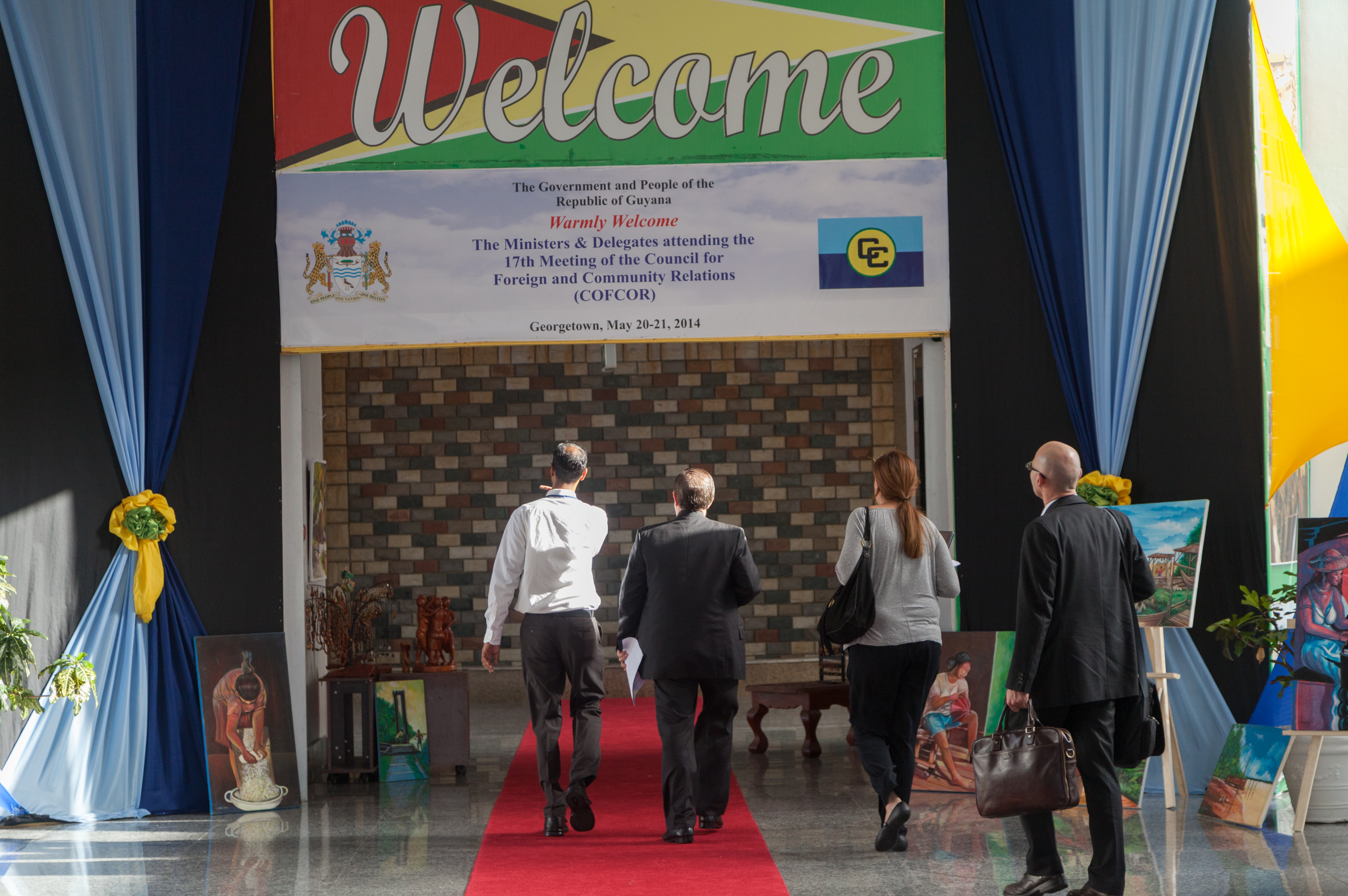
Painel de boas vindas com a bandeira da Comunidade do Caribe referente à reunião de 2014 em Georgetown, na Guiana

Seu desenho foi aprovado na Quarta Conferência de Chefes de Governo, Reunião em Port-of-Spain, Trinidad e Tobago, em julho de 1983. O projeto original foi feito pela empresa de estudos Winart em Georgetown, Guiana. A bandeira foi primeiramente usada na Quinta Conferência de Chefes de Governo, Reunião em Nassau, Bahamas, em julho de 1984.

## Características
Seu desenho consiste em um retângulo dividido horizontalmente em duas faixas de iguais largura, uma superior na cor turquesa e uma inferior na cor azul. No centro há um disco em ouro sobre o qual estão duas letras "C" entrelaçadas. o disco é circulado por um anel na cor verde
Suas proporções oficiais são 240 unidade de largura por 360 unidades de comprimento. O disco externo de 90 unidades e um disco interno (amarelo) de 84 unidades. As letras estão contidas em um retângulo imaginário de 45 unidades x 57,5 unidades, com cada letra tendo 6 unidades de espessura. As letras têm cantos arredondados em seus lados externos e são quadrados em seus lados internos.
As cores aproximadas são apresentadas no quadro abaixo:
| Cor | Sistema Pantone | CMYK       | RGB         | Hex     |
| --- | --------------- | ---------- | ----------- | ------- |
|     | Process Blue C  | 100.15.0.6 | 0, 133, 202 | #0085CA |
|     | Azul 072C       | 100.90.0.7 | 16, 6, 2159 | #10069F |
|     | Preto           | 0.0.0.100  | 0, 0, 0     | #000000 |
|     | Verde 354C      | 85.0.98.0  | 0, 177, 64  | #00B140 |
|     | Amarelo 109C    | 0.5.100.5  | 255, 209, 0 | #FFD100 |

## Simbolismo
As cores turquesa e uma azul representam, respectivamente, o céu e o mar. O disco amarelo no centro representa o sol e, no seu interior, a duas letras C na cor preta são as letras iniciais de Comunidade Caribenha ou Caribbean Community, em inglês, enquanto o círculo verde representa vegetação da região.